# Dendrochilum mucronatum
Dendrochilum mucronatum är en orkidéart som beskrevs av Johannes Jacobus Smith. Dendrochilum mucronatum ingår i släktet Dendrochilum och familjen orkidéer. Inga underarter finns listade i Catalogue of Life.